# Biserică fortificată

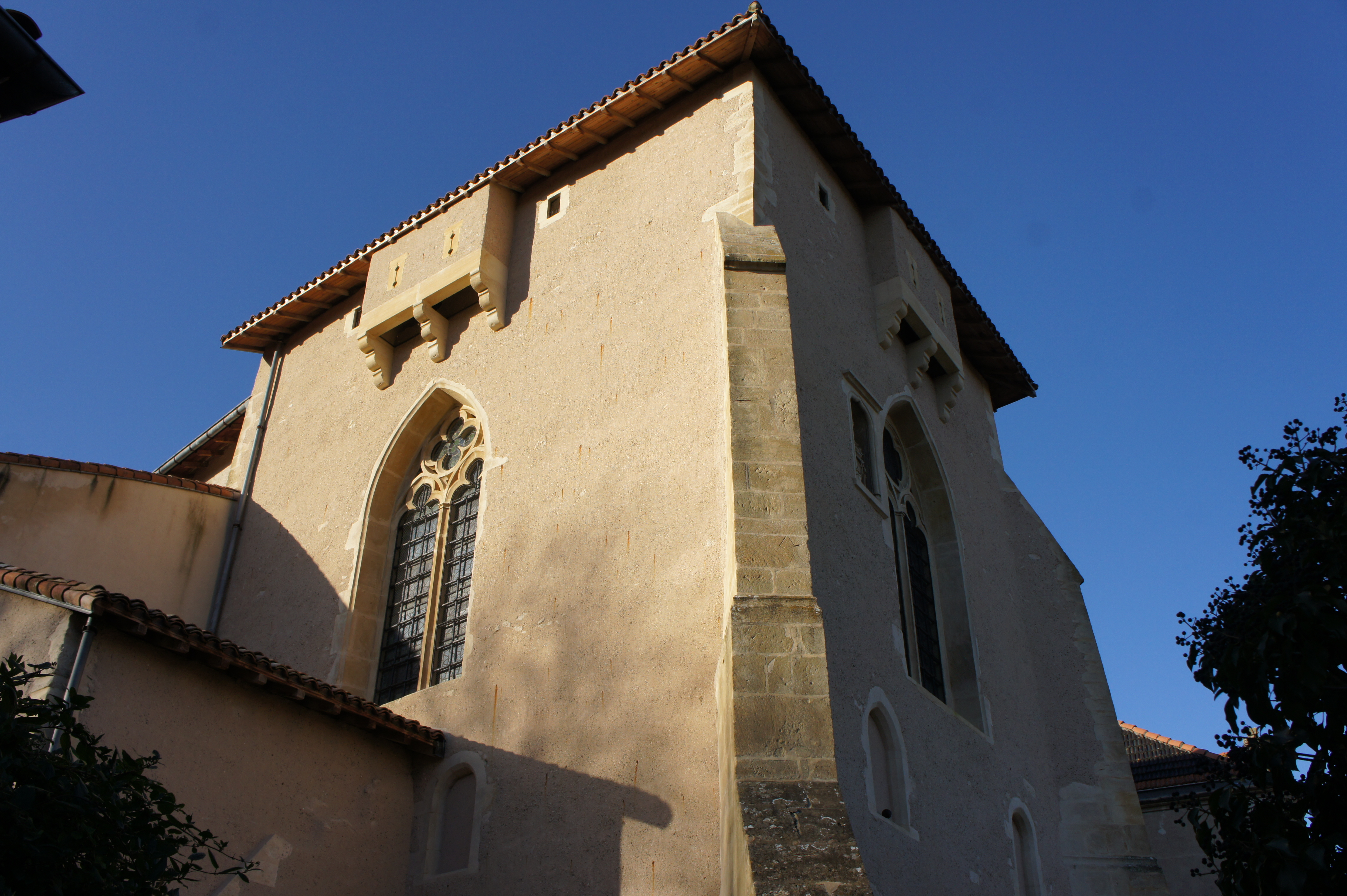
Biserica fortificată din Norroy-le-Veneur, în împrejurimile orașului franțuzesc Metz

O biserică fortificată este un edificiu de cult creștin care ori este ridicat el singur ca un castel ori este înconjurat de ziduri, adică care prezentă elemente ale arhitecturii militare, pentru apărarea pasivă sau chiar activă. Aceste fortificații trebuie să fie indipendente de structurile fortificate ale unui castel sau oraș. În România, bisericile fortificate cele mai faimoase sînt bisericile fortificate ale Ardealului, săsești sau ungurești. Există chiar un itinerar cultural al bisericilor acestea.
Însă, fenomenul bisericilor fortificate privește o parte cu mult mai mare a lumii: așadar astfel de biserici există și în multe alte țari ale Europei, din Spania până în Estonia și în Grecia, trecând prin Franța, Germania, Austria... Cu cucerirea Lumii Noi, fenomenul s-a extins pe America latină.